# Stazione di Imae
Imae (이매역 - 二梅驛, Imae-yeok ) è una stazione ferroviaria e metropolitana servita dalle linee Bundang e Gyeonggang della Korail. La stazione si trova nel quartiere di Bundang-gu, a Seongnam, città della regione del Gyeonggi-do, in Corea del Sud. Il sottotitolo della stazione è "Seongnam Art Center".

## Storia
In origine, quando aprì la linea Bundang fra Suseo e Ori, la stazione non era presente, ma venne richiesta dalla città di Seongnam a Korail a causa della crescente popolazione residente sul luogo. 
I lavori iniziarono nel marzo 2000 per terminarsi il 16 gennaio 2004, con l'inaugurazione della nuova stazione. Dopo 12 anni, il 24 settembre 2016, viene inaugurato anche l'interscambio con la linea Gyeonggang.

## Linee
Korail
■ Linea Bundang (Codice: K227)
■ Linea Gyeonggang

## Struttura
Entrambe le linee sono realizzate sottoterra, ciascuna con un marciapiede a isola e due binari passanti, con ringhiere anti-caduta a protezione dei binari.
Linea Bundang
| Dir. nord | ■ Linea Bundang | per Bokjeong, Suseo, Seolleung e Wangsimni |
| Dir. sud  | ■ Linea Bundang | per Jeongja, Giheung, Mangpo e Suwon       |

Linea Gyeonggang
| Dir. ovest | ■ Linea Gyeonggang | per Pangyo                                  |
| Dir. est   | ■ Linea Gyeonggang | per Gyeonggi-Gwangju, Icheon, Bubal e Yeoju |

## Stazioni adiacenti
| «                | Servizio        | »             |
| Linea Bundang    | Linea Bundang   | Linea Bundang |
| ---------------- | --------------- | ------------- |
| K226 Yatap       | Locale Espresso | Seohyeon K228 |
| Linea Gyeonggang |                 |               |
| Pangyo           | Locale Espresso | Samdong       |